# Aeródromo de Chascomús
El Aeródromo Municipal Presidente Doctor Raúl Alfonsín o simplemente Aeródromo de Chascomús, es un aeródromo ubicado 5 kilómetros al noroeste de la ciudad de Chascomús, en la provincia de Buenos Aires, Argentina.
El aeródromo fue construido en 1987 durante el gobierno de Raúl Alfonsín y tiene tres ejes de actividad: el primero es la escuela de vuelo, el segundo es la escuela de paracaidismo y el tercero es la actividad de tándem.
Actualmente, el aeródromo recibe aeronaves de diferentes lugares, principalmente de otros aeródromos de la provincia de Buenos Aires, en su mayoría aviones escuela destinados a la capacitación de pilotos.